# Gemini (álbum de Wild Nothing)
Gemini es el álbum de estudio debut del grupo estadounidense de indie rock Wild Nothing. Fue publicado el 25 de mayo de 2010 por el sello Captured Tracks. 

## Recepción crítica
Gemini recibió críticas muy positivas de críticos de música contemporánea. Ian Cohen, de Pitchfork, elogió el álbum, comentando: "Wild Nothing no se siente como un ejercicio de género fácil, sino una expresión personal honesta que nace de una intensa fantasía musical. Y de una manera extraña, se convierte en una especie de asunto engañosamente alegre, un recordatorio de por qué tantos compositores se retiran a dormitorios o garajes para perderse en el proceso de creación de música”.

### Reconocimientos
| Publicación | Reconocimiento               | Año  | Posición |
| ----------- | ---------------------------- | ---- | -------- |
| Pitchfork   | The Top 50 Albums of 2010    | 2010 | 49       |
| Pitchfork   | The Top 100 Tracks of 2010   | 2010 | 73       |
| Pitchfork   | The 30 Best Dream Pop Albums | 2018 | 25       |
| Stereogum   | Top 50 Albums of 2010        | 2010 | 9        |

## Lista de canciones
Todas las canciones escritas y compuestas por Jack Tatum. 
| N.º   | Título                 | Duración |  |
| 1.    | «Live in Dreams»       | 3:25     |  |
| 2.    | «Summer Holiday»       | 4:02     |  |
| 3.    | «Drifter»              | 3:33     |  |
| 4.    | «Pessimist»            | 1:47     |  |
| 5.    | «O, Lilac»             | 3:02     |  |
| 6.    | «Bored Games»          | 4:00     |  |
| 7.    | «Confirmation»         | 3:13     |  |
| 8.    | «My Angel Lonely»      | 2:58     |  |
| 9.    | «The Witching Hour»    | 4:07     |  |
| 10.   | «Chinatown»            | 3:18     |  |
| 11.   | «Our Composition Book» | 3:47     |  |
| 12.   | «Gemini»               | 5:25     |  |
| 42:31 |                        |          |  |

## Créditos y personal
Adaptados desde Allmusic.
- Jack Tatum – Composición, ingeniería.
- Josh Bonati – Masterización.
- Joanne Ratkowski – Fotografía de carátula.